# Dvärgbjörksriska
Dvärgbjörksriska (Lactarius subcircellatus) är en svampart som tillhör divisionen basidiesvampar, och som beskrevs av Robert Kühner. Dvärgbjörksriska ingår i släktet riskor, och familjen kremlor och riskor. Arten är reproducerande i Sverige.

## Bildgalleri